# Йейтс (округ)
Округ Йейтс (англ. Yates County) — округ штата Нью-Йорк, США. Население округа на 2000 год составляло 24621 человек. Административный центр округа — населённый пункт Пенн-Ян.

## История
Округ Йейтс основан в 1823 году. Источник образования округа Йейтс: округа Онтэрио и Стьюбен. Назван в честь Джозефа Кристофера Йейтса, 7-го губернатора штата Нью-Йорк (1823—1824).

## География
Округ занимает площадь 973.8 км2.

## Демография
Согласно переписи населения 2000 года, в округе Йейтс проживало 24621 человек. По оценке Бюро переписи населения США, к 2009 году население уменьшилось на 0.6%, до 24482 человек. Плотность населения составляла 25.1 человек на квадратный километр.